# أديوي أديتونجي
أديوي أديتونجي (بالإنجليزية: Adeoye Adetunji) (مواليد 28 نوفمبر 1957) هو ملاكم نيجيري، مثّل بلاده في الألعاب الأولمبية الصيفية 1980.

## وصلات خارجية
أديوي أديتونجي على موقع أوليمبيديا (الإنجليزية)